# Hussein Qoli Khan Feyli
Hussein Qoli Khan Feyli (kurdiska: حسینقلی‌خان) även känd som Abu Qadareh, född 1834 i staden Ilam i Persien, död 1914 Najaf i Osmanska riket var en feylikurdisk emir (prins) och vali av Ilam. Emirens territorium inkluderade den nuvarande Ilam-provinsen, delar av Kermanshah, Lorestan, Khuzestan-provinserna och delar av kurdiska regioner i Diyala-provinsen i Irak. Hussein Qoli Khan gjorde uppror mot sin far Abbas Qoli Khan vid en tidig ålder och lyckades avsatte honom genom en statskupp.
I konflikten mellan Hussein Qoli Khan och Abbas Qoli Khan stödde många adelsmän och militärledare Abbas Qoli Khan och Hossein Qoli Khan tog återigen sin tillflykt till den osmanska marken och slutligen med stöd och militärt bistånd av Lotf Ali Khan Balavand (Esfandiari), härskaren över Helilan, Abbas QoliKhan vann och dominerade Dehbala (nu Ilam), högkvarteret för guvernörerna i Pushtkoh, och utökade gradvis sin makt i Pushtkoh.

## Styre
Hussein Qoli Khans suveränitet över Ilam erkändes av centralregeringen och den unge guvernören kunde dominera hela Ilams territorium. Han beundrades av utländska resenärer och reseskribenter. Han regerade från 1280 A.H. till 1318 A.H. (1242 till 1279 AD, 1863 till 1914AD) i Ilam  med auktoritet.
Under denna tid skapade han inte bara ordning och fred i sitt territorium, utan lyckades också undertrycka upproren som skapades i norra Khuzestan, Lorestan och till och med Kermanshah som orsakade oroligheter i regionen. Under hans styre gick Ilam genom en period av pånyttfödelse inom konst, poesi, litteratur och arkitektur. Valien stod också väl emot den osmanska och ryska regeringens (Pashas i Bagdad och gränsaraberna) aggression mot Ilam-regionen och gjorde ibland allvarliga attacker mot dem.

## Statskupp och död
År 1914 konspirerade Husseins son Gholam Reza Khan Feyli mot hans styre och avsatte honom genom en statskupp. Gholam Reza Khan landsförvisade sin far tillsammans med hans anhängare till grannlandet Osmanska riket. Hussein Qoli Khan dog efter några månader i exil i staden Najaf.